# Hrabstwo Horry
Hrabstwo Horry (ang. Horry County) – hrabstwo w stanie Karolina Południowa w Stanach Zjednoczonych.

## Geografia
Według spisu z 2000 roku obszar całkowity hrabstwa obejmuje powierzchnię 1255 mil2 (3250,43 km²), z czego  1134 mil2 (2937,05 km²) stanowią lądy, a 121 mile2 (313,39 km²) stanowią wody. Według szacunków United States Census Bureau w roku 2012 miało 282 285 mieszkańców. Jego siedzibą administracyjną jest Conway.

### Miasta
- Atlantic Beach
- Aynor
- Briarcliffe Acres
- Conway
- Loris
- Myrtle Beach
- North Myrtle Beach
- Surfside Beach

### CDP
- Bucksport
- Forestbrook
- Garden City
- Little River
- Red Hill
- Socastee

### Sąsiednie hrabstwa
- Hrabstwo Columbus, Karolina Północna (północny wschód)
- Hrabstwo Brunswick, Karolina Północna (wschód)
- Hrabstwo Robeson, Karolina Południowa (północny zachód)
- Hrabstwo Georgetown, Karolina Południowa (południowy zachód)
- Hrabstwo Marion, Karolina Południowa (zachód)
- Hrabstwo Dillon, Karolina Południowa (północny zachód)